# SS-19
L'UR-100N (designació occidental:SS-19 Stilleto) és un MBI pesant  rus de quarta generació. Amb dues etapes d'impulsió, pot llançar d'ú a sis  ogives nuclears MIRV entre 0,5-0,75  megatones a uns 10.000 km de distància. Considerat durant molt temps la columna vertebral de les  Forces de Coets Estratègics, va ser presentat al servei el 1975 com successor del SS-11 i SS-17. Van existir tres models d'aquest míssil a Rússia. La seva precisió és de 350 metres.
El míssil té instal·lat un sistema de control inercial basat en ordinadors. En l'ogiva del míssil (pes: 4,3 tones) aquesta un grup motopropulsor que realitza el llançament gradual d'ogives sobre els blancs designats en la missió del míssil.
Els SS-19 estan situats a Derazhnaya, Kozelsk, Pervomaysk i Tatishchevo. Actualment hi ha 170 llançadors en territori rus. El desembre de 1995 es va acordar estendre la seva vida entre 10 i 25 anys més. El 15 de novembre de 2006 es va realitzar amb èxit una prova de llançament d'aquest míssil des de la base de Baikonur, i es va afirmar que els ICBM d'aquesta classe romandran en servei fins al 2030 com a mínim.
Rússia va comprar prop de trenta míssils a Ucraïna a canvi de 50 milions de dòlars en deutes de gas. Tots els míssils ucraïnesos van ser desmantellats i transferits a Rússia després de la fragmentació de l'URSS. Rússia té encara 136 míssils en servei, i els plans per mantenir-los al seu arsenal fins a 2030.